# Ен (притока Роне)
Ен (фр. Ain) је река у Француској. Дуга је 190 км. Улива се у Рону. 